# يوحنا هيوز
يوحنا هيوز (بالإنجليزية: John Hughes)‏ (18 فبراير 1942 في المملكة المتحدة - ) هو لاعب كرة قدم بريطاني في مركز الهجوم. لعب مع نادي ريل ونادي تشستر سيتي.

## وصلات خارجية
- يوحنا هيوز على موقع قاعدة بيانات كرة القدم.إي يو (الإنجليزية)